# 脇付
脇付（わきづけ）は、手紙の宛先に添えて敬意や注意を表す文言である。縦書きの場合は宛名の左下に記す。簡潔さを重視する電子メールでは一般的に用いない。

## 侍史、机下
送付先を名宛人とすることを避け、侍従、侍史、机下などを送付先として謙譲の意を表現する。医師宛の書簡で多く用いられる。この場合も「御」を冠するのは誤り。

## 尊下
友人、同輩に用いる。

## 膝下
尊属、特に父母宛に用いる。

## 御中
組織や集団宛に用いる。

## 外脇付
内容などに注意を促す。「親展」「至急」「在中」などの用例が多く見られる。